# Marielund, Karlskrona kommun
Marielund är ett gods i Nättraby, Karlskrona kommun.
Gården har anor från 1600-talet. Den köptes 1746 av landshövding Adam Johan Raab. Den ägdes till omkring 1830 av grosshandlaren i Karlskrona Johan Lindegren innan den övergick i familjen Rappes ägo, först till kammarherre Fredrik Rappe och från 1852 till dennes son Adolf Rappe. Efter att ha köpt gården 1889 startade Sven Abraham Hellerström, son till Sven Hellerström, ett storskaligt jordbruk. Hellerströms sonson var stadsarkitekt Alfred Hellerström.
Nuvarande ägare genom arv är familjen Fredholm. De avvecklade mjölkproduktionen 1983, och nu inrymmer kostallet Carlskrona byggnadsvård.
Blekinge läns lantbruksskola som tidigare legat i Gungvala i Askarums socken flyttades 1858 till Marielund.